# Neolasioptera tribulae
Neolasioptera tribulae är en tvåvingeart som beskrevs av Wunsch 1979. Neolasioptera tribulae ingår i släktet Neolasioptera och familjen gallmyggor.
Artens utbredningsområde är Colombia. Inga underarter finns listade i Catalogue of Life.